# Suchovod

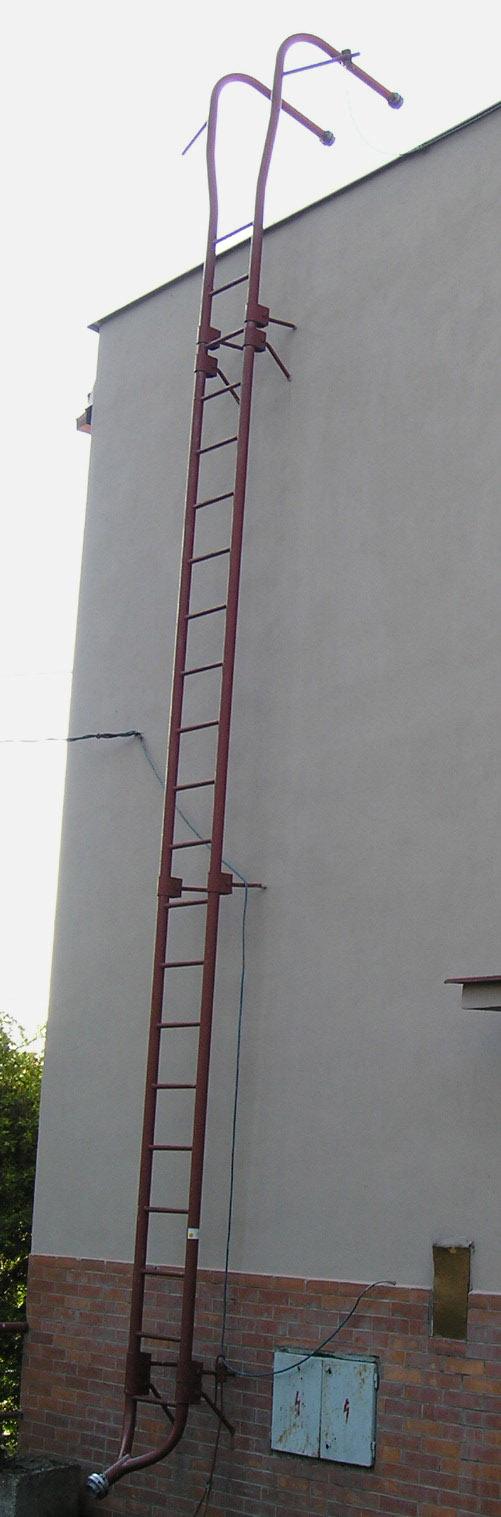
Požární žebřík se suchovodem

Suchovod je požární potrubí, které není trvale připojené na vodovodní síť. Obvykle je součástí požárního zabezpečení výškových budov. Při požárním zásahu pak nahrazuje požární vedení hadicemi a zkracuje tak dobu potřebnou k zahájení zásahu. V případě požáru je suchovod napojen na čerpadlo požárního automobilu a v patře, kde je požár, jsou vedeny pouze útočné proudy od suchovodu.
Nejčastěji je možno setkat se se suchovodem zazděným do technologické šachty budovy. U nízkých budov je možné nalézt požární žebřík se suchovodem k dopravě hasiva na střechu.